# Margaret Burnett
Margaret M. Burnett, née le 3 juin 1949 à Springfield, est une informaticienne américaine spécialisée dans l'interaction homme-machine et l'ingénierie logicielle. Elle est connue pour ses travaux pionniers sur les langages de programmation visuels, l'ingénierie logicielle pour l'utilisateur final et les logiciels inclusifs. Elle est professeure émérite d'informatique à l'université d'État de l'Oregon,, membre de l'Académie CHI et membre de l'Association for Computing Machinery.

## Formation et carrière
Burnett est née en 1949 et est originaire de Springfield, dans l'Illinois. Elle étudie à l'Université Miami dans l'Ohio de 1967 à 1970, en partie en raison de la création d'un programme d'informatique, mais elle se spécialise finalement dans les mathématiques. Après avoir obtenu son diplôme, elle devient ingénieure en logiciel pour Procter & Gamble, la première femme embauchée à un poste de direction dans l'usine et le centre de recherche Ivorydale à Cincinnati, dans l'Ohio. Elle part peu après, suivant son mari à Santa Fe, au Nouveau-Mexique, où elle crée sa propre entreprise, puis à Lawrence, au Kansas.
Au Kansas, elle redevient étudiante à l'Université du Kansas (KU). Elle y obtient une maîtrise en 1981, commence à travailler comme consultante indépendante, puis lance une petite entreprise de conseil avec William Bulgren, professeur à la KU, et revient finalement à la KU pour un doctorat en 1987. Sa thèse, Abstraction in the Demand-Driven, Temporal-Assignment, Visual Language Model, porte sur les langages de programmation visuels et est supervisée par Allen L. Ambler.
Après avoir obtenu son doctorat, elle devient membre de la faculté d'informatique de la Michigan Technological University. En 1993, elle rejoint le département d'informatique de l'Université d'État de l'Oregon. Elle et Cherri M. Pancake (engagée la même année) sont les deux premières femmes à être embauchées comme professeures d'informatique à l'université d'État de l'Oregon.

## Activisme
En tant qu'étudiante diplômée à l'Université du Kansas, Burnett fonde un groupe pour les femmes professionnelles de Lawrence, au Kansas, afin qu'elles puissent s'entraider, le Lawrence Women's Network, qui est toujours actif.
Au début des années 2000, elle commence à développer des méthodes permettant aux ingénieurs en logiciel de vérifier à quel point leurs logiciels sont inclusifs, et elle donne des conférences sur le génie logiciel concernant les questions d'inclusion du genre pour les ingénieurs en logiciel,,,.

## Reconnaissance
En 2016, Burnett devient professeure émérite à l'Oregon State University et est nommée à la CHI Academy. Elle est élue membre de l'Association for Computing Machinery en 2017 « pour ses contributions à l'ingénierie logicielle de l'utilisateur final, à la compréhension des préjugés sexistes dans les logiciels et l'élargissement de la participation à l'informatique ».